# Theridion lamperti
Theridion lamperti là một loài nhện trong họ Theridiidae.
Loài này thuộc chi Theridion. Theridion lamperti được Embrik Strand miêu tả năm 1906.